# Vîsacikî, Lubnî
Vîsacikî (în ucraineană Висачки) este un sat în comuna Vovciîk din raionul Lubnî, regiunea Poltava, Ucraina.

## Demografie
Componența lingvistică a localității Vîsacikî
     Ucraineană (99,66%)
     Alte limbi (0,34%)
Conform recensământului din 2001, majoritatea populației localității Vîsacikî era vorbitoare de ucraineană (99,66%), existând în minoritate și vorbitori de alte limbi.